# German (patrijarh srpski)
Patrijarh srpski German (rođen kao: Hranislav Đorić; Jošanička Banja, 19. kolovoza 1899. – Beograd, 27. kolovoza 1991.), bio je 43. arhiepiskop pećki, mitropolit beogradsko-karlovački i patrijarh srpski.

## Životopis
Rođen je 19. kolovoza 1899. u Jošaničkoj Banji od oca Mihaila, učitelja (koji je kasnije rukopoložen u čin đakona i prezbitera) i majke Cvete. Osnovnu školu je pohađao u Velikoj Drenovi i Kruševcu, a devetorazrednu bogosloviju u Beogradu i Srijemskim Karlovcima (završio 1921.) Izvjesno vrijeme je studirao pravo u Parizu, a potom je završio Pravoslavni bogoslovski fakultet u Beogradu (1942.). U čin đakona rukopoložio ga je episkop žički Jefrem i postavio ga za pisara Duhovnog suda u Čačku. Predavao je vjeronauk u čačanskoj gimnaziji. Iz zdravstvenih razloga napustio je crkveno-administrativnu službu i pošto je rukopoložen u čin prezbitera, 1927., postavljen je za paroha u Miokovcima. Na ovoj parohiji je ostao do 1931. godine, a tada je premješten u Vrnjačku Banju. Poslije izbora patrijarha Gavrila 1938., postavljen je za referenta Svetog arhijerejskog sinoda. Na toj dužnosti ga je zatekao izbor za vikarnog episkopa moravičkog. Kao udovog svećenika, zamonašio ga je u manastiru Studenici episkop šumadijski Valerijan davši mu ime German. Čin arhijerejske hirotonije izvršio je 15. srpnja 1951. godine patrijarh srpski Vikentije uz sudioništvo episkopa šumadijskog Valerijana, srijemskog Nikanora i banjalučkog Vasilija. Novoizabrani episkop German je istodobno primio i dužnost glavnog tajnika Svetog arhijerejskog sinoda, koju je vršio sve do izbora za episkopa žičkog 1956. U isto vrijeme uređivao je „Glasnik, “ službeni list Srpske pravoslavne Crkve. Na zasjedanju Svetog arhijerejskog sinoda 1952. godine izabran je za episkopa budimskog. Poslije smrti episkopa žičkog Nikolaja, 1956., episkop German izabran je za episkopa žičkog. Na patrijaršijskom tronu naslijedio je patrijarha Vikentija, 13. rujna 1958.  Bio je 32 godine patrijarh Srpske pravoslavne Crkve, od 1958. do 1990.
Dok je bio na čelu Srpske pravoslavne Crkve iako u teškim okolnostima uspio je mnogo toga spasiti i sačuvati. Za vrijeme njegove vlasti, samostan Žiča, kojeg su Nijemci bili gotovo potpuno razorili u ratu, obnovljen je u cijelosti. Uspio je izboriti obnovu (vraćanje u oblik kakav je imala u 12. st., kada je podignuta) Studenice, Lazarice (kruševačke crkve iz srednjeg vijeka) i mnogih drugih. Svi važniji hramovi SPC u tadašnjoj Jugoslaviji stavljeni su pod zaštitu republičkih i pokrajinskih Zavoda za zaštitu spomenika kulture. U Beogradu je 80-ih dozidana priprata na maloj Crkvi svetog Save na Vračaru. U cijelosti je oslikan Hram Sv. arhanđela Gavrila kod „Zvezdinog“ stadiona. Milić od Mačve je po njegovom blagoslovu oslikao voždovačku Crkvu Svetog cara Konstantina i carice Jelene čije freske predstavljaju remek-djelo slikarstva. U njegovo vrijeme došlo je do raskola Srpske pravoslavne Crkve u Americi koji je u međuvremenu izglađen, i do raskola u Makedoniji koji još uvijek traje. Jedna od njegovih najvećih zasluga je ta što je uspio izboriti nastavak izgradnje Hrama svetog Save u Beogradu – poslije višedesetljetne borbe gradnja je odobrena 1984. Zabilježeno je da je 88 puta patrijarh German podnosio molbu i vodio razgovore s raznim predstavnicima vlasti, dok se nije izborio za nastavak gradnje, poslije 26 godina svoje službe. Izgradnja Hrama je ponovno počela 12. svibnja 1985. i tom prilikom je odslužena arhijerejska liturgija i postavljena povelja. Veoma se trudio na otvaranju bogoslovije i u izdavanju crkvenih listova za vjersko prosvjećivanje svoga naroda. Obnovio je rad pravoslavne bogoslovije u samostanu Krki. Kada je 1989. godine slomio kuk bio je to početak bolesti koja je trajala do kraja njegovog života. Prema mišljenju liječnika nije više bio u stanju obavljati složene crkvene dužnosti i arhijereji su donijeli odluku birati novog patrijarha, krajem 1990. godine. Patrijarh German je umro 27. kolovoza 1991. i sahranjen je unutar Crkve svetog Marka u Beogradu. Zbog navodne bliskosti s komunističkim režimom, neki su ga zvali crvenim patrijarhom. Tijekom vladavine patrijarha Germana promijenjena je procedura izbora patrijarha i uvedeno je takozvano apostolsko načelo, po kojem episkopi na saboru biraju trojicu kandidata, a zatim se ždrijebom (izvlačenjem) odlučuje koji će od njih biti novi patrijarh. Njegov nasljednik na patrijaršijskom tronu bio je patrijarh Pavle. O životu patrijarha Germana napisana je knjiga „Patrijarh srpski German u životu i borbi za Spomen-hram" autora Milana D. Jankovića, protojereja-stavrofora i dugogodišnjeg tajnika Svetog arhijerejskog sinoda. Ova knjiga ima više od 700 stranica i najbolji je izvor podataka o patrijarhu Germanu.

## Vanjske poveznice
- Tito i srpski patrijarh bili prijatelji: Za vrijeme Broza, German je uspio da obnovi i zaštiti sve što je bilo važno